# Xã Bayou II, Quận Ozark, Missouri
Xã Bayou II (tiếng Anh: Bayou II Township) là một xã thuộc quận Ozark, tiểu bang Missouri, Hoa Kỳ. Năm 2010, dân số của xã này là 466 người.